# Albino Magaia
Albino Fragoso Francisco Magaia (Lourenço Marques, actual Maputo, 27 de Fevereiro de 1947 - 27 de Março de 2010) foi um jornalista, poeta e escritor moçambicano.
Na sua juventude, foi membro do Núcleo dos Estudantes Secundários Africanos de Moçambique (NESAM).
Foi director do semanário Tempo e secretário-geral da Associação dos Escritores Moçambicanos.

## Obras publicadas
- Assim no tempo derrubado. Maputo, Instituto Nacional do Livro e do Disco, 1982. (poesia)[1]
- Yô Mabalane!. Maputo, Cadernos Tempo, 1983. (novela)
  - Prefácio de Gilberto Matusse.
- Malungate. Maputo, Associação dos Escritores Moçambicanos, 1987. Colecção Karingana. (novela)